# Oulmes
Oulmes és un municipi francès situat al departament de Vendée i a la regió de País del Loira. L'any 2007 tenia 734 habitants.

## Demografia

### Població
El 2007 la població de fet d'Oulmes era de 734 persones. Hi havia 291 famílies de les quals 67 eren unipersonals (28 homes vivint sols i 39 dones vivint soles), 106 parelles sense fills, 94 parelles amb fills i 24 famílies monoparentals amb fills.
La població ha evolucionat segons el següent gràfic:
Habitants censats

### Habitatges
El 2007 hi havia 324 habitatges, 293 eren l'habitatge principal de la família, 14 eren segones residències i 17 estaven desocupats. 313 eren cases i 11 eren apartaments. Dels 293 habitatges principals, 217 estaven ocupats pels seus propietaris, 65 estaven llogats i ocupats pels llogaters i 11 estaven cedits a títol gratuït; 2 tenien una cambra, 8 en tenien dues, 30 en tenien tres, 79 en tenien quatre i 175 en tenien cinc o més. 234 habitatges disposaven pel capbaix d'una plaça de pàrquing. A 108 habitatges hi havia un automòbil i a 163 n'hi havia dos o més.

### Piràmide de població
La piràmide de població per edats i sexe el 2009 era:
| Homes | Edats   | Dones |
| ----- | ------- | ----- |
| 0     | 95 o +  | 0     |
| 0     | 90 a 94 | 0     |
| 8     | 85 a 89 | 12    |
| 8     | 80 a 84 | 8     |
| 4     | 75 a 79 | 16    |
| 0     | 70 a 74 | 12    |
| 28    | 65 a 69 | 4     |
| 16    | 60 a 64 | 24    |
| 12    | 55 a 59 | 8     |
| 28    | 50 a 54 | 12    |
| 20    | 45 a 49 | 20    |
| 40    | 40 a 44 | 28    |
| 20    | 35 a 39 | 40    |
| 24    | 30 a 34 | 8     |
| 4     | 25 a 29 | 20    |
| 20    | 20 a 24 | 16    |
| 40    | 15 a 19 | 24    |
| 20    | 10 a 14 | 32    |
| 16    | 5 a 9   | 24    |
| 8     | 0 a 4   | 16    |

## Economia
El 2007 la població en edat de treballar era de 455 persones, 363 eren actives i 92 eren inactives. De les 363 persones actives 332 estaven ocupades (178 homes i 154 dones) i 31 estaven aturades (11 homes i 20 dones). De les 92 persones inactives 39 estaven jubilades, 30 estaven estudiant i 23 estaven classificades com a «altres inactius».

### Ingressos
El 2009 a Oulmes hi havia 293 unitats fiscals que integraven 771 persones, la mediana anual d'ingressos fiscals per persona era de 17.752 €.

### Activitats econòmiques
Dels 35 establiments que hi havia el 2007, 3 eren d'empreses extractives, 1 d'una empresa alimentària, 1 d'una empresa de fabricació d'altres productes industrials, 5 d'empreses de construcció, 7 d'empreses de comerç i reparació d'automòbils, 3 d'empreses de transport, 4 d'empreses d'hostatgeria i restauració, 1 d'una empresa d'informació i comunicació, 2 d'empreses immobiliàries, 3 d'empreses de serveis, 2 d'entitats de l'administració pública i 3 d'empreses classificades com a «altres activitats de serveis».
Dels 10 establiments de servei als particulars que hi havia el 2009, 1 era un taller de reparació d'automòbils i de material agrícola, 1 paleta, 2 fusteries, 3 electricistes, 1 perruqueria, 1 restaurant i 1 saló de bellesa.
Dels 2 establiments comercials que hi havia el 2009, 1 era una botiga de menys de 120 m² i 1 una fleca.
L'any 2000 a Oulmes hi havia 14 explotacions agrícoles que ocupaven un total de 936 hectàrees.

## Equipaments sanitaris i escolars
El 2009 hi havia una escola elemental integrada dins d'un grup escolar amb les comunes properes formant una escola dispersa.

## Poblacions més properes
El següent diagrama mostra les poblacions més properes.